# Reederita-(Y)
La reederita-(Y) és un mineral de la classe dels carbonats. Rep el seu nom en honor del professor Richard J. Reeder, de la Universitat de Stony Brook, per les seves contribucions a la mineralogia de carbonats.

## Característiques
La reederita-(Y) és un carbonat de fórmula química (Na,Mn)15Y₂(CO₃)9(SO₃F)Cl. Cristal·litza en el sistema hexagonal. La seva duresa a l'escala de Mohs és de 3 a 3,5. De moment és l'únic mineral que es coneix que contingui l'anió fluorosulfat SO₃F–.
Segons la classificació de Nickel-Strunz, la reederita-(Y) pertany a «05.BF - Carbonats amb anions addicionals, sense H₂O, amb (Cl), SO₄, PO₄, TeO₃» juntament amb els següents minerals: ferrotiquita, manganotiquita, northupita, tiquita, bonshtedtita, bradleyita, crawfordita, sidorenkita, daqingshanita-(Ce), mineevita-(Y), brianyoungita, filolitita, leadhil·lita, macphersonita i susannita.

## Formació i jaciments
La reederita-(Y) va ser descoberta a la pedrera Poudrette, al mont Saint-Hilaire, a Montérégie (Quebec, Canadà) en un xenòlit de sodalita en sienita. Es tracta de l'únic indret on ha estat trobada aquesta espècie mineral. Va ser trobada associada amb els següents minerals: trona, shortita, petersenita-(Ce), catapleiïta, analcima i manganotiquita.